# بن شوری
بن شوری (انگلیسی: Ben Shewry؛ زادهٔ ۱۹۷۷) سرآشپز اهل نیوزیلند است که ساکن ملبورن استرالیاست. وی در زمینهٔ آشپزی استرالیایی تخصص دارد و مالک رستوران آتیکا است. وی نخستین کار حرفه‌ای در آشپزخانه را در سن ۱۴ سالگی آغاز کرد، گرچه از سن ۱۰ سالگی در یک آشپزخانهٔ محلی کار می‌کرد. پس از بنیان‌گذاری رستوران خود، سبک غیر متعارف آشپزی او مورد توجه مردم محلی و منتقدان قرار گرفت و امروزه رستورانش آتیکا چندین جایزه معتبر دریافت کرده‌است  و سرآشپزهای برتری از سراسر جهان را به خود جذب می‌کند.